# 그룹 오브 일레븐

그룹 오브 일레븐 소속 국가

그룹 오브 일레븐(Group of Eleven) 또는 G11은 주로 개발도상국 11개국으로 구성된 포럼이다. 부채를 완화하고 부유한 국가와의 차이를 좁히는 것이 목표이다.

## 회원국
- 요르단
- 크로아티아
- 에콰도르
- 조지아
- 엘살바도르
- 온두라스
- 인도네시아
- 모로코
- 파키스탄
- 파라과이
- 스리랑카